# Huszti Vilmos
Huszti Vilmos (Diósgyőr, 1915. április 6. – Miskolc, 2000. március 4.) klasszika-filológus, tanár, nyelvtanár.

## Életpályája
Középiskolai tanulmányait Miskolcon és Egerben végezte. 1934-től 1937-ig az egri római katolikus Érseki Hittudományi Főiskola és Papnevelő Intézet, majd 1937-től 1939-ig a bécsi egyetem hittudományi karának hallgatója. 1939-ben szerzett teológiai doktori címet Bécsben. Újabb doktorátusát 1945-ben a Pázmány Péter Tudományegyetem Hittudományi Karán szerezte. Latin-német tanulmányokat is folytatott, 1947-ben az egyetem bölcsészkarán latin – német szakos középiskolai tanári oklevelet szerzett, majd 1950-ben szintén a Pázmány Péter Tudományegyetemen görög szakot végzett. Tanári pályáját Vácon kezdi, 1948-tól 1952-ig Vácott általános iskolai tanár. 1952-ben Miskolcra költözik és a Földes Ferenc Gimnáziumban, majd a Herman Ottó Gimnáziumban tanított. Orosz nyelvi tanulmányai eredményeként, 1959-ben orosz szakos középiskolai tanári oklevelet szerzett az Eötvös Loránd Tudományegyetemen. Tanított a Kossuth Gimnázium és Óvónőképző Szakközépiskolában is német, latin és orosz nyelveket. 1976-ban nyugalomba vonult ugyan, de továbbra is folytatta tanári tevékenységét, a miskolci középiskolákban és nyelvtanfolyamokon.
Tudományos munkássága nyugdíjba vonulása után bontakozott ki erőteljesebben. Az 1980-as évektől nemzetközi szaktekintéllyé vált. A Miskolci Egyetem Állam- és Jogtudományi Karán 1982-től 2000-ben bekövetkezett haláláig tanította a latin és görög nyelvet. 1991-től a Római jogi és Jogelméleti Tanszék oktatója, címzetes egyetemi docens. Hatalmas tudással rendelkező, kiváló előadó volt, aki szemléletesen tanította a latin, görög nyelveket. Jelentősek a művelődéstörténet, jogtörténet, egyházjog és az ókeresztény latin irodalom valamint a római jog körében folytatott kutatásai. Életének utolsó éveiben Oláh Miklós esztergomi érsek munkáit és levelezéseit fordította magyarra. Többször nyert kutatói ösztöndíjat Trierbe és Rómába.
1990-től a Miskolci Bölcsész Egyesület Német Nyelv és Művelődéstörténeti Tanszék oktatójaként dolgozott, az egyesület 1998-ban díszdoktorrá választotta. Tagja volt az Ókortudományi Társaságnak, a Magyar Történelmi Társulatnak, a TIT Nyelvészeti Szakosztályának, a Nemzetközi Filológiai Társaságnak is.